# 東新福里斯特 (英國國會選區)
東新福里斯特（英語：New Forest East），英國國會一郡選區，包括英格蘭東南部漢普郡新福里斯特東部。
1997年設立至今的當區議員為保守黨的朱利安·劉易斯。他在2010年大選中以52.8%選票連任成功。